# ماتی یوراسک
ماتی یوراسک (چکی: Matěj Jurásek؛ زادهٔ ۳۰ اوت ۲۰۰۳) بازیکن فوتبال اهل جمهوری چک است.
از باشگاه‌هایی که در آن بازی کرده است می‌توان به باشگاه فوتبال اسلاویا پراگ اشاره کرد.
وی همچنین در تیم‌های ملی فوتبال زیر ۲۱ سال جمهوری چک و جمهوری چک بازی کرده است.